# Ternova, Dunaiivți
Ternova (în ucraineană Тернова) este localitatea de reședință a comunei Ternova din raionul Dunaiivți, regiunea Hmelnîțkîi, Ucraina.

## Demografie
Componența lingvistică a localității Ternova
     Ucraineană (99,86%)
     Alte limbi (0,14%)
Conform recensământului din 2001, majoritatea populației localității Ternova era vorbitoare de ucraineană (99,86%), existând în minoritate și vorbitori de alte limbi.